# Davit' Grigoryan (calciatore 1989)
Davit' G. Grigoryan (in armeno: Դավիթ Գ. Գրիգորյան; Erevan, 17 luglio 1989) è un ex calciatore armeno, di ruolo centrocampista.

## Carriera

### Club
Nel 2009 debutta con l'Ararat, squadra del campionato armeno, nel quale in carriera ha giocato complessivamente 79 partite.

### Nazionale
Nel 2009 debutta con la nazionale armena.

## Palmarès
- Supercoppa d'Armenia: 1

Ararat: 2009